# Elmore (Alabama)
Elmore ist ein Ort im Elmore County im US-Bundesstaat Alabama.
Die Gesamtfläche des Ortes beträgt 1,8 km².

## Demographie
Nach der Volkszählung aus dem Jahr 2000 hatte Elmore 199 Einwohner, die sich auf 77 Haushalte und 55 Familien verteilten. Die Bevölkerungsdichte betrug somit 116,4 Einwohner/km². 67,84 % der Bevölkerung waren weiß, 27,64 % afroamerikanisch. In 31,2 % der Haushalte lebten Kinder unter 18 Jahren. Das Durchschnittseinkommen betrug 29.792 Dollar pro Haushalt, wobei 20,5 % der Bevölkerung unterhalb der Armutsgrenze lebten. 
Das U.S. Census Bureau hat bei der Volkszählung 2020 eine Einwohnerzahl von 1.280 ermittelt.